# Buneville
Buneville település Franciaországban, Pas-de-Calais megyében. Lakosainak száma 177 fő (2022. január 1.). Buneville Maisnil, Moncheaux-lès-Frévent, Neuville-au-Cornet, Sibiville és Hautecloque községekkel határos.

## Népesség
A település népességének változása:
| Lakosok száma | 178  | 177  | 180  | 180  | 182  | 183  | 182  | 181  | 177  |
|               | 2013 | 2015 | 2016 | 2017 | 2018 | 2019 | 2020 | 2021 | 2022 |